# Open Medellin
L'Open Medellin, noto inizialmente come Seguros Bolivar Open Medellin e in seguito come Claro Open Medellin per ragioni di sponsorizzazione, è un torneo professionistico di tennis giocato sulla terra rossa, che fa parte dell'ATP Challenger Tour e dell'ITF Women's Circuit. Si gioca annualmente al Club Campestre Medellín di Medellín in Colombia dal 2004.

## Albo d'oro

### Singolare maschile
| Anno | Campione               | Finalista            | Punteggio            |
| ---- | ---------------------- | -------------------- | -------------------- |
| 2017 | Nicolás Jarry          | João Souza           | 6–1, 3–6, 7–6(0)     |
| 2016 | Facundo Bagnis         | Caio Zampieri        | 6(3)–7, 7–5, 6–2     |
| 2015 | Paolo Lorenzi          | Gonzalo Lama         | 7–6(3), 2–0 ritirato |
| 2014 | Austin Krajicek        | João Souza           | 7–5, 6–3             |
| 2013 | Alejandro González     | Guido Andreozzi      | 6–4, 6–4             |
| 2012 | Paolo Lorenzi          | Leonardo Mayer       | 7–6(5), 6(4)–7, 6–4  |
| 2011 | Víctor Estrella Burgos | Alejandro Falla      | 6(2)–7, 6–4, 6–4     |
| 2010 | Marcos Daniel          | Juan Sebastián Cabal | 6–3, 7–5             |
| 2009 | Juan Ignacio Chela     | João Souza           | 6-4, 4–6, 6–4        |
| 2008 | Leonardo Mayer         | Sergio Roitman       | 6–4, 7–5             |
| 2007 | Eduardo Schwank        | Chris Guccione       | 7–5, 5–7, 7–5        |
| 2006 | Chris Guccione         | Santiago Giraldo     | 7–6, 7–6             |
| 2005 | Santiago Giraldo       | Luciano Vitullo      | 2–6, 6–4, 7–5        |
| 2004 | Sebastián Decoud       | Michael Quintero     | 6–4, 7–5             |

### Doppio maschile
| Anno | Campioni                                      | Finalista                               | Punteggio              |
| ---- | --------------------------------------------- | --------------------------------------- | ---------------------- |
| 2017 | Darian King (2) Miguel Ángel Reyes Varela (2) | Nicolás Jarry Roberto Quiroz            | 6–4, 6–4               |
| 2016 | Alejandro Falla Eduardo Struvay (2)           | André Ghem Juan Lizariturry             | 6–3, 6–2               |
| 2015 | Nicolás Barrientos Eduardo Struvay (1)        | Alejandro Gómez Felipe Mantilla         | 7–6(6), 6(5)–7, [10–4] |
| 2014 | Darian King (1) Miguel Ángel Reyes Varela (1) | Nicolás Jarry Roberto Quiroz            | 6–4, 6–4               |
| 2013 | Emilio Gómez Roman Borvanov                   | Nicolás Barrientos Eduardo Struvay      | 6–3, 7–6(4)            |
| 2012 | Nicholas Monroe Simon Stadler                 | Renzo Olivo Marco Trungelliti           | 6–4, 6–4               |
| 2011 | Paul Capdeville Nicolás Massú                 | Alessio di Mauro Matteo Viola           | 6–2, 4–6, [10–8]       |
| 2010 | Juan Sebastián Cabal (2) Robert Farah         | Franco Ferreiro André Sá                | 6–3, 7–5               |
| 2009 | Sebastián Decoud Eduardo Schwank              | Diego Junqueira David Marrero           | 6–0, 6–2               |
| 2008 | Juan Sebastián Cabal (1) Alejandro Falla      | Juan-Pablo Amado Víctor Estrella Burgos | 3–4 ritirati           |
| 2007 | Pablo Cuevas Horacio Zeballos                 | Santiago González Bruno Soares          | 6–4, 6–4               |
| 2006 | André Ghem (2) Marcelo Melo                   | Pablo Cuevas Horacio Zeballos           | walkover               |
| 2005 | Felipe Prada Luciano Vitullo                  | Michael Quintero Sergio Ramírez         | 6–3, 7–5               |
| 2004 | Lucas Engel André Ghem (1)                    | Jorge Aguilar Guillermo Hormazábal      | 7–6, 6–3               |

### Singolare femminile
| Anno | Campionessa          | Finalista            | Punteggio     |
| ---- | -------------------- | -------------------- | ------------- |
| 2015 | Teliana Pereira      | Verónica Cepede Royg | 7–6(6), 6–1   |
| 2014 | Verónica Cepede Royg | Irina-Camelia Begu   | 6–4, 4–6, 6–4 |

### Doppio femminile
| Anno | Campionesse                          | Finaliste                        | Punteggio        |
| ---- | ------------------------------------ | -------------------------------- | ---------------- |
| 2015 | Lourdes Domínguez Lino Mandy Minella | Mariana Duque Julia Glushko      | 7–5, 4–6, [10–5] |
| 2014 | Irina-Camelia Begu María Irigoyen    | Monique Adamczak Marina Shamayko | 6–2, 7–6(2)      |